# Olbiogaster papaveroi
Olbiogaster papaveroi är en tvåvingeart som beskrevs av Tozoni 1993. Olbiogaster papaveroi ingår i släktet Olbiogaster och familjen fönstermyggor. Inga underarter finns listade i Catalogue of Life.